# Данска на Европском првенству у атлетици у дворани 1972.
Данска је учествовала на 3. Европском првенству у дворани 1972 одржаном у Греноблу, Француска, 131 и 12. марта. Репрезентацију Данске у њеном трећем учешћу на европским првенствима у дворани представло је 5 атлетичара 3 мушкарца и две жене, који су се такмичили у 7 дисциплина, 4 мушке и 3 женске.
На овом првенству Данска није освојила ниједну медаљу.
У табели успешности према броју и пласману такмичара који су учествовали у финалним такмичењима (првих 8 такмичара) Данска је са 2 учесника у финалу заузела 19 место са 5 бодоваа, од 23 земље које су у финалу имале представнике, односни све земље учеснице имале су бар једног представника у финалу.
| Плас. | Земља  | 1. место | 2. место | 3. место | 4. место | 5. место | 6. место | 7. место | 8. место | Бр. финал. - Бод. |
| ----- | ------ | -------- | -------- | -------- | -------- | -------- | -------- | -------- | -------- | ----------------- |
| 19.   | Данска | −        | −        | −        | −        | 1 − 4    | −        | −        | 1 − 1    | 2 − 5             |